# Slobozia (Schitu Duca), Iași
Slobozia este un sat în comuna Schitu Duca din județul Iași, Moldova, România.

## Personalități
- Liliana Lazăr - (n. 1972), stablită în Franța, este autoarea romanului Terre des Affranchis.